# Regard blessé
Regard blessé est un roman de Rabah Belamri paru le 1er avril 1987 aux éditions Gallimard et ayant reçu la même année le Prix France Culture.

## Éditions
- Regard blessé, coll. « Blanche », éditions Gallimard, 1987  (ISBN 2070708020)